# Koenigsegg Regera
Koenigsegg Regera je hibridni superavtomobil švedskega proizvajalca  Koenigsegg. Predstavili so ga na Ženeveskem sejmu leta 2015. Zgradili bodo samo 80 primerkov, vsak bo stal okrog 1,9 milijona ameriških dolarjev."Regera" pomeni vladati v švedščini.
Regera bo imela 5-litrski 8-valjni V-motor z dvema turbopolnilnikoma, ki bo razvijal 1100 KM pri 7800 obratih in 1280 Nm navora pri 4100 obratih. Poleg tega bo imela nameščene tudi 3 YASA električne motorje s skupno kapaciteto 697 KM. Skupna moč vseh motorjev je okrog 1800 KM, vendar bo zaradi konfiguracije za pogon koles na voljo 1500 KM. Regera nima konvencionalnega menjalnika, ima samo reduktor z razmerjem 2,85:1 (obrati motorja:pogonska gred).
Največja hitrost avtomobila naj bi bila 410 km/h. Do 100 km/h naj bi pospešil v 2,6 sekundah, do 300 km/h v 12,3 sekundah in do 400 km/h v okrog 20 sekundah. 
Električni doseg avtomobila je okrog 35 kilometrov.